# Application Protocol Data Unit (electrónica)
El APDU (en inglés: Application Protocol Data Unit) es la unidad de comunicación entre un lector de tarjetas inteligentes y una tarjeta inteligente. La estructura de un APDU está definida en el estándar ISO/IEC 7816-4.

## Par comando-respuesta de un mensaje APDU
| Comando APDU       | Comando APDU        | Comando APDU                                                                       |
| Campo              | Longitud (en bytes) | Descripción                                                                        |
| ------------------ | ------------------- | ---------------------------------------------------------------------------------- |
| CLA                | 1                   | Clase de la instrucción                                                            |
| INS                | 1                   | Código de la instrucción                                                           |
| P1-P2              | 2                   | Parámetros de la instrucción                                                       |
| Lc                 | 0, 1 o 3            | Indica la longitud en bytes (Nc) de los datos a continuación                       |
| Datos del comando  | Nc                  | Una cadena de Nc bytes                                                             |
| Le                 | 0, 1, 2 o 3         | Indica la longitud máxima en bytes (Ne) de la respuesta esperada                   |
| APDU de Respuesta  |                     |                                                                                    |
| Datos de respuesta | Nr (máximo Ne)      | Una cadena de Nr bytes                                                             |
| SW1-SW2            | 2                   | Estatus del comando procesado, por ejemplo: 90 00 (en hexadecimal) significa éxito |

Hay dos tipos de APDUs: comandos y respuestas. Los comandos APDU los envía el lector a la tarjeta y contienen una cabecera obligatoria de 4 bytes y desde 0 hasta 255 bytes de datos. Las respuestas APDU las envía la tarjeta al lector y contienen una palabra de estado obligatoria de 2 bytes y desde 0 hasta 256 bytes de datos.